# Laurent Binet
Laurent Binet, född 19 juli 1972 i Paris, är en fransk författare. Han tilldelades Prix Goncourt du Premier Roman 2010 för debutromanen HHhH, och Prix Interallié 2015 för La Septième Fonction du langage.